# Station Hamburg-Bergedorf
Station Hamburg-Bergedorf (Bahnhof Hamburg-Bergedorf, kort: Bahnhof Bergedorf) is een spoorwegstation in het stadsdeel Bergedorf van de Duitse stad Hamburg. Het station is onderdeel van de S-Bahn van Hamburg aan de spoorlijn Hamburg Hauptbahnhof - Aumühle. Tevens ligt het aan de spoorlijn Berlijn - Hamburg.

## Geschiedenis
Het station Hamburg-Bergedorf werd op 15 december 1846 door de Berlin-Hamburger Bahn in gebruik genomen. Het vier jaar oudere, eerste station van Bergedorf van de Hamburg-Bergedorfer Eisenbahn werd daarvoor niet gebruikt, omdat uiteindelijk besloten werd de spoorlijn naar Berlijn 700 meter meer naar het noordwesten aan te leggen.

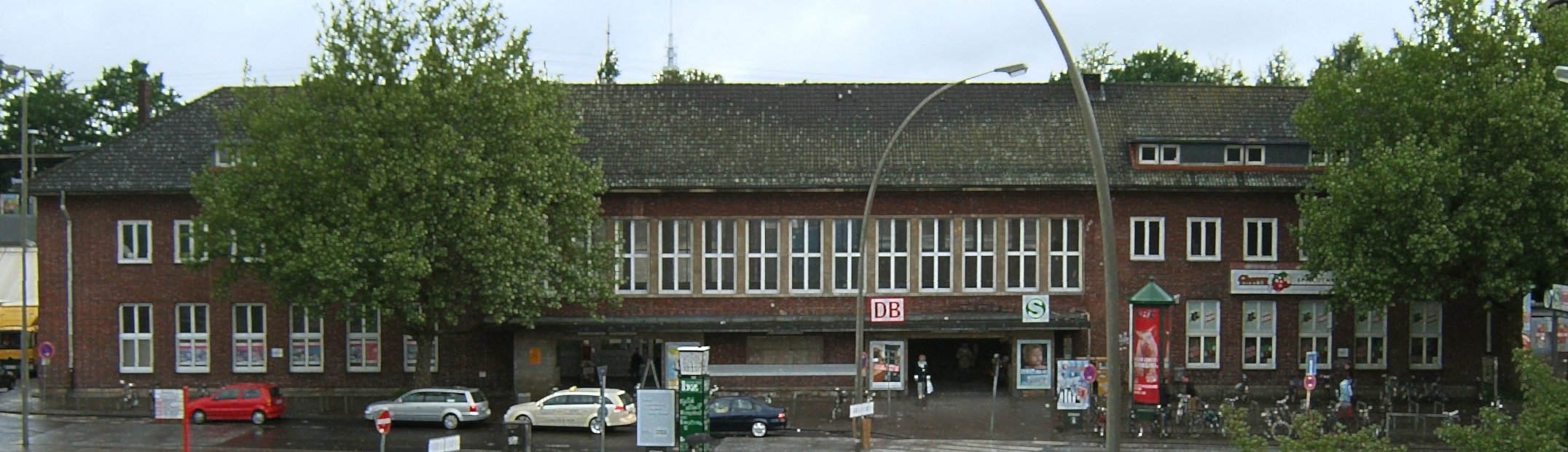
Het voormalige stationsgebouw tot 2008

Toen in de jaren '30 de spoorlijn naar Berlijn in Bergedorf werd opgehoogd, werd in 1936-1937 het stationsgebied vernieuwd, waarbij ook de treinen van de Bergedorf-Geesthachter Eisenbahn het station konden aandoen. Toen deze spoorlijn in de jaren '50 werd stilgelegd en het station Bergedorf verkleind was, werd een deel van het niet gebruikte spoorgebied tot begin jaren '90 gebruikt als Parkeer en Reisplaats. Na de Tweede Wereldoorlog nam de betekenis van de lijn naar Berlijn sterk af door de Duitse deling, zodat in 1958 de S-Bahn naar Bergedorf verlengd werd. In 1969 werd de spoorlijn voor de S-Bahn tot Aumühle uitgebreid voor de lijn S2. Na de ingebruikname van het eerste deel van de Citytunnel was Bergedorf in de spits ook het eindpunt van lijn S10. Nadat de gehele Citytunnel gereed was volgde een omnummering, de S2 werd de S21 en de S10 de S2.
Na de Duitse hereniging nam het treinverkeer op de spoorlijn Berlijn - Hamburg sterk toe, zodat in kader van het Verkeersproject Duitse Eenheid Nummer 2 de spoorlijn gedeelde trein- en S-Bahnsporen kreeg. Gelijktijdig werd het vorige perron aan spoor 2 afgebroken en een nieuw eilandperron voor de langeafstands- en regionale treinen gebouwd. Aan het eindpunt in het oosten van het station werd het seinhuis Bfs ingericht, die ook het S-Bahnverkeer tussen Rothenburgsort en Aumühle regelt. De langeafstandssporen zijn met Linienförmige Zugbeeinflussung uitgerust.
Om de stationsomgeving in Bergedorf opnieuw te herinrichten, werd het stationsgebouw in 2008 afgebroken en door een nieuw vervangen, het derde van Bergedorf.

## Bouwkundig ontwerp

### Spoorindeling
De drie S-Bahn- en twee langeafstandssporen van het station liggen tussen de straten Bergedorfer Straße en Alten Holstenstraße, op een ongeveer zes meter hoge spoordijk van de spoorlijn Berlijn - Hamburg. Het ongeveer 360 meter lange perron voor de langeafstands- en regionale treinen ligt tegenover de significant kortere S-Bahnperrons van 100 meter en ligt 200 meter naar het westen. De langeafstandsperron overbrugt hierbij de Alten Holstenstraße.

### Ontsluiting

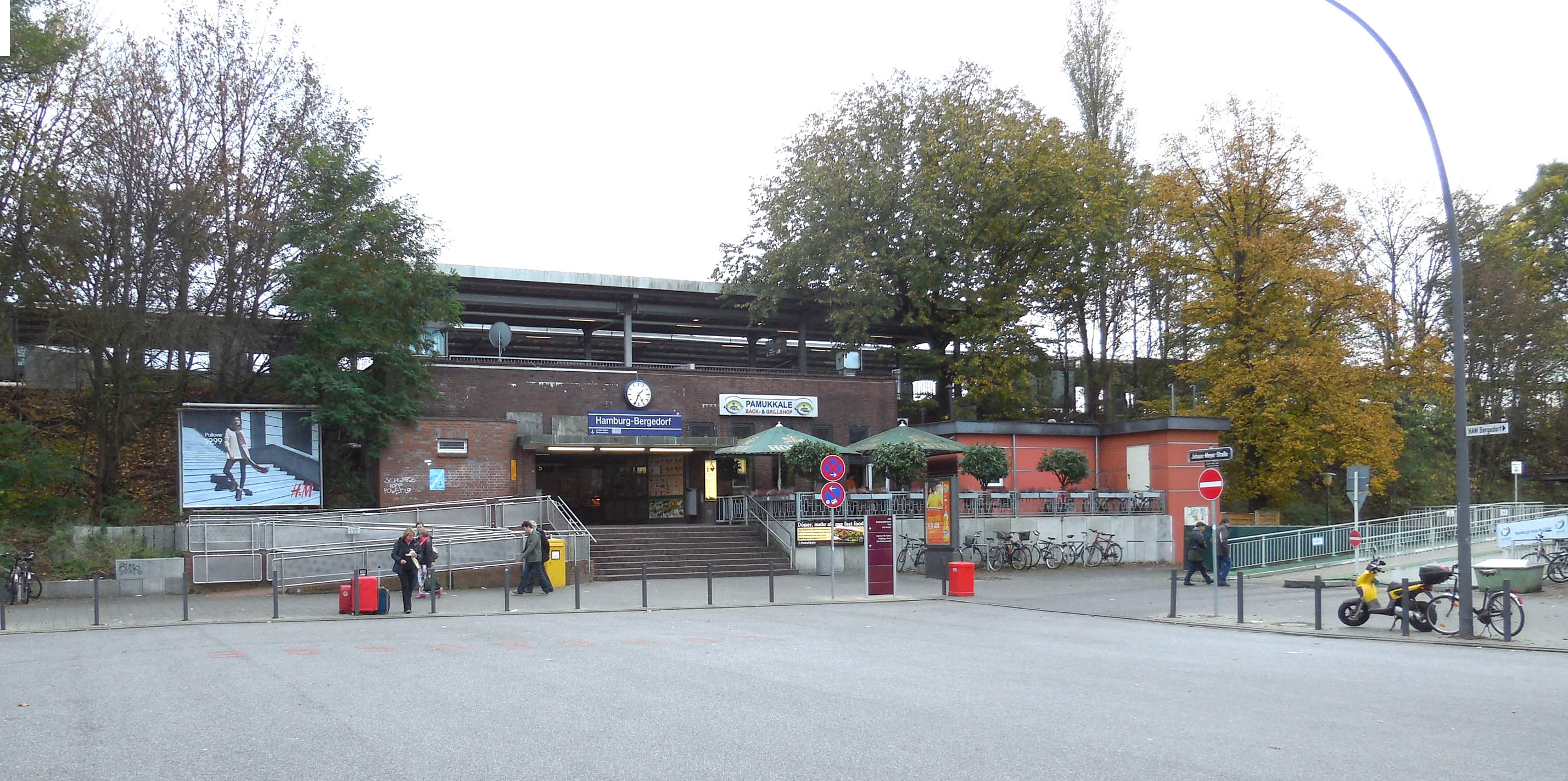
Noordelijke ingang, welke nog in de oude staat aanwezig is. (2014)

Aan de oostkant van het station loopt dwars onder de vijf sporen een tunnel voor voetgangers, die toegankelijk is via een trap aan beide uiteinden en aan de zuidelijke uitgang via een lift en (rol)trappen richting de uitgang aan de Weidenbaumsweg. In de tunnel zijn er aan beide zijde trappen en liften naar de drie deels overkapte perrons en naar het op spoorhoogte gelegen busstation. In het zuidelijke deel bevinden zich op twee etages diverse kiosken, horeca- en winkelgelegenheden. De noordelijke, ongeveer 1,20 meter boven maaiveld gelegen stationsingang in het stadsdeel Lohbrügge is niet opgeknapt. Hier bevinden zich een trap, een zigzag helling voor rolstoelen en een tweetal winkels.

### Verbouwing

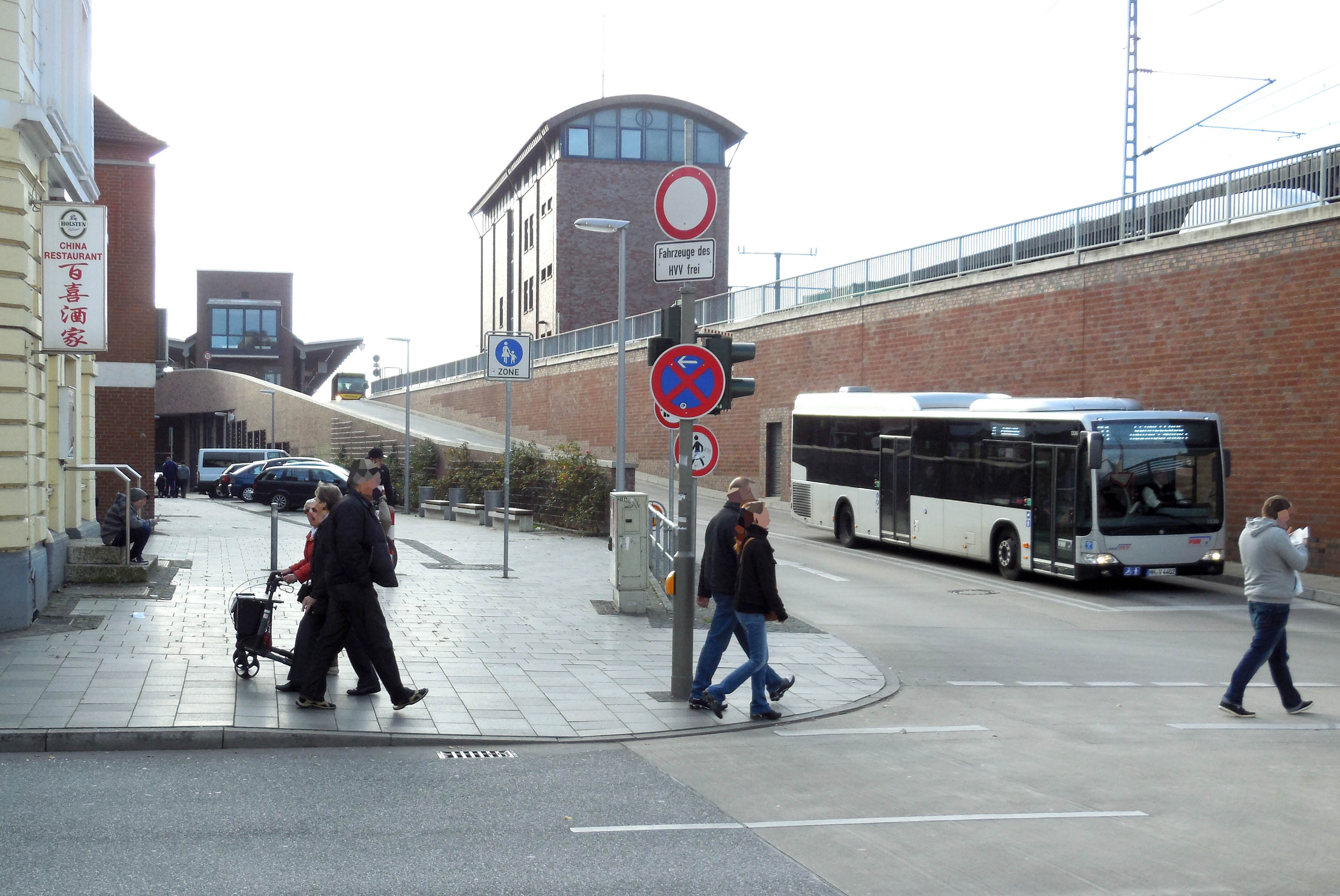
Treindienstleiding (toren op de achtergrond) en een van de busopritten naar het busstation (2014)

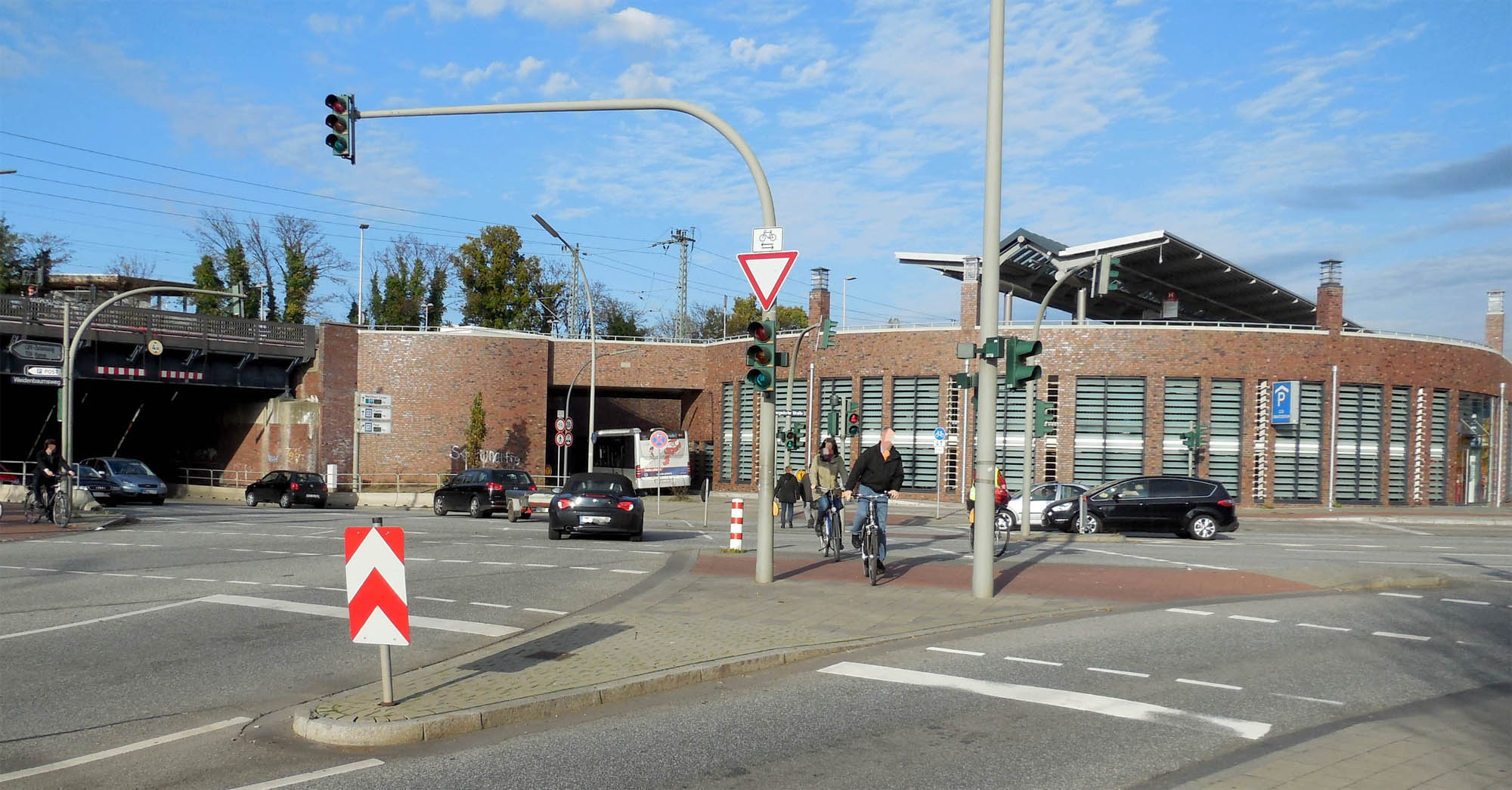
Westzijde van het stationsgebouw met de parkeergarage en een van de busopritten (2014)

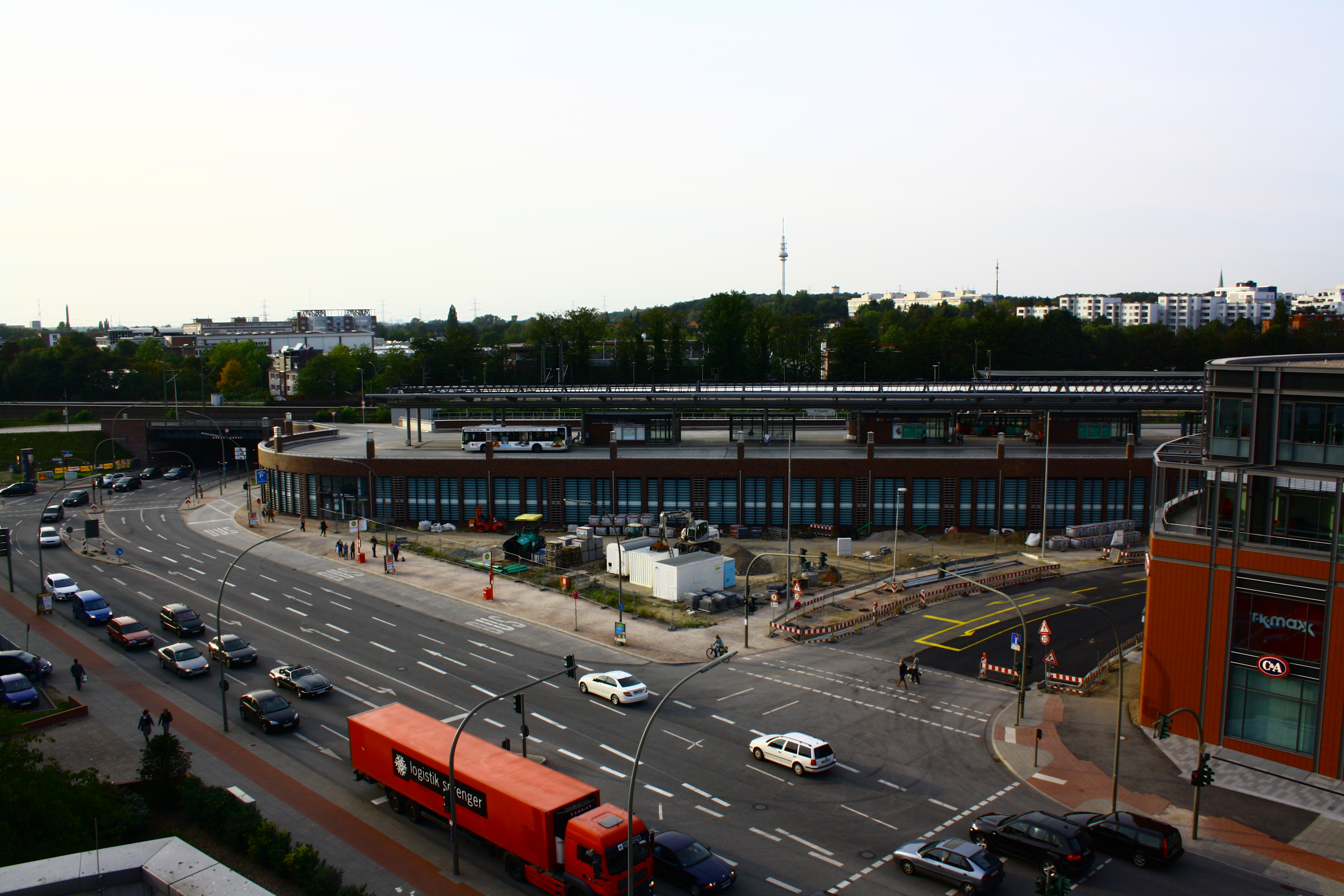
Blik op het stationsgebouw met op het dak het busstation en de nieuwe parkeergarage (2011)

Met de verbouwing van 2012 werd het bakstenen stationsgebouw evenals het busstation vervangen door een met een keerwand aan het spoor aangrenzend gebouw, over de gehele zuidelijke lengte, 340 meter lang en 45 meter diep. Dit heeft onder de zuidelijke stationsingang een parkeergarage op drie niveaus. Op het dak van het gebouw (spoorhoogte) ligt het busstation met acht haltes en het perron is volledig overkapt. Vanaf beide zijde zijn er toegangshellingen voor het busverkeer.
In het oostelijke gedeelte is er, onder de oprit voor de bussen van/naar de Alten Holstenstraße, een fietsenstalling met een fietsenmaker. Tussen de oprit en de sporen is het gebouw van de treindienstleiding "Bfs" blijven staan. Vanaf hier wordt het oostelijke gedeelte van de S-Bahn en de treinsporen aangestuurd.
Door de verbouwing van het stationsgebouw werd het busstation verplaatst naar het dak van het gebouw. Hierdoor kwam er op het zuidelijke plein veel ruimte vrij. Het winkelcentrum CCB (City-Center Bergedorf) sloopte zijn oude parkeergarage en breidde uit op het terrein van het voormalige busstation.

## Perrongebruik
Het S-Bahnverkeer wordt via de sporen 3 en 4 (eilandperron) en spoor 5 (zijperron) afgewikkeld. De treinen uit Aumühle stoppen meestal op spoor 5, de treinen naar Aumühle op spoor 3 en de treinen die beginnen/eindigen in Bergedorf op spoor 4. In de richting van Aumühle is er een klein opstelterrein voor de S-Bahntreinen.
De sporen 1 en 2 (eilandperron) bedienen het regionale verkeer naar Schwerin en Rostock evenals enkele langeafstandstreinen.

## Treinverbindingen

### Langeafstandsverbindingen
Tot begin 2010 was Hamburg-Bergedorf een reguliere halte voor Interregio-treinen en na afschaffing van de Interregio-treinen, door Intercity-treinen. Tegenwoordig wordt station Hamburg-Bergedorf aangedaan door één EuroCity-treinpaar per dag.
| Serie | Route | Frequentie                            |
| ----- | --- | ------------------------------------- |
| EC 27 | Budapest-Keleti – Szob – Nové Zámky – Bratislava – Kúty – Břeclav – Brno – Praag – Ústí nad Labem – Dresden (Hbf – Neustadt) – Berlijn (Südkreuz – Hbf – Spandau) – Wittenberge – Ludwigslust – Büchen – Hamburg-Bergedorf – Hamburg (Hbf – Dammtor – Altona) | 1x per dag halte in Hamburg-Bergedorf |

### Regionaal- en S-Bahnverbindingen
De volgende regionale en S-Bahnlijnen doen het station Bergedorf aan:
| Serie | Treinsoort                  | Route | Bijzonderheden                                        |
| ----- | --------------------------- | --- | ----------------------------------------------------- |
| RE 1  | Regional-Express (DB Regio) | Hamburg Hbf – Hamburg-Bergedorf – Büchen – Hagenow Land – Schwerin Hbf – Bad Kleinen – Bützow – Rostock Hbf | Hanse-Express 1x per twee uur, 1x per uur in de spits |
|       | S-Bahn (DB Regio)           | Altona – Dammtor – Hauptbahnhof – Berliner Tor – Bergedorf – Aumühle                                        |                                                       |